# Ivan Vicelich
Ivan Robert Vicelich (Auckland, 1976. szeptember 3.) új-zélandi válogatott labdarúgó, edző.

## Sikerei, díjai
- Auckland City
  - Új-zélandi bajnok Premiers: 2009–10, 2011–12, 2013–14, 2014–15
  - Új-zélandi bajnok: 2009, 2014, 2015
  - OFC-bajnokok ligája: 2009, 2011, 2012, 2013, 2014, 2015, 2016
  - OFC President's Cup: 2014

### Válogatott
- Új-Zéland
  - OFC-nemzetek kupája: 1998, 2002, 2008